# Raionul Borodeanka, Kiev
Borodeanka (în ucraineană Бородянський район, transliterat: Borodeanskîi raion) este un raion în regiunea Kiev, Ucraina. Reședința sa este așezarea de tip urban Borodeanka.

## Demografie
Componența lingvistică a raionului Borodeanka
     Ucraineană (94,67%)
     Rusă (4,78%)
     Alte limbi (0,39%)
Conform recensământului din 2001, majoritatea populației raionului Borodeanka era vorbitoare de ucraineană (94,67%), existând în minoritate și vorbitori de rusă (4,78%).